# Винченцо Белини
Винчѐнцо Салвато̀ре Кармѐло Франчѐско Белѝни (на италиански: Vincenzo Salvatore Carmelo Francesco Bellini) е италиански композитор, един от най-значимите италиански оперни композитори заедно с Джоакино Росини и Гаетано Доницети, издигнал на нов, по-висок етап италианското оперно изкуство.
Написва 11 опери – първата „Аделсон и Салвини“ (1825), последвана от „Капулети и Монтеки“ (1830), „Норма“ (1831), „Сомнамбула“ (1831), „Пуритани“ (1835).

## Биография
Белини се ражда в музикално семейство на 3 ноември 1801 г. в старинния град Катания. Като малък се проявява като дете-чудо – според легендата на година и половина вече изпълнява без грешка една ария от композитора Валентино Фиораванти, на 2 години се занимава с музикална теория, на 3 години се учи да свири на пиано и на 5 години вече свири повече от прилично. Учи в консерваторията в Неапол като ученик на известния тогава композитор Николо Дзингарели.
Първата си опера „Аделсон и Салвини“ (единствената му комична опера) композира на 24 години. Премиерата е в театъра на Неаполитанската консерватория и му донася голям успех. Още същата година, 1825 г. завършва и операта „Бианка и Фернандо“, но с 3-та си сценична творба „Пират“ (1827 г.) Белини става един от най-големите италиански композитори. През 1830 г. Белини написва „Капулети и Монтеки“ (доста свободна трактовка на Шекспировата „Ромео и Жулиета“), която посвещава на родния си град.
През следващата година създава 2 от най-ценните си творби – „Сомнамбула“ и „Норма“, и 2-те изнесени в Милано. През 1833 – 1834 г. Белини пътува. Живее известно време в Париж. За Италианския оперен театър в Париж Белини написва своето последно произведение – операта „Пуритани“ по сюжет на роман на Уолтър Скот. В премиерите на оперите му са вземали участие най-големите знаменитости като Рубини, Тамбурини, Паста, Малибран и други.
Познава славата приживе и става популярен в Европа. Почива едва 33-годишен от остро чревно възпаление на 24 септември 1835 г. в Пюто близо до Париж. Погребан е в Пер Лашез.

## Опери
- „Аделсон и Салвини“ (1825),
- „Бианка и Джернандо“ (1826),
- „Пират“ (1827),
- „Чужденката“ (1829),
- „Заира“ (1829),
- „Ернани“ (незавършена, 1830),
- „Капулети и Монтеки“ (1830),
- „Норма“ (1831),
- „Сомнамбула“ (1831),
- „Беатриче ди Тенда“ (1833),
- „Пуритани“ (1835).